# シボレー・エクスプレス
エクスプレス（EXPRESS）は、アメリカ合衆国の自動車メーカー、ゼネラルモーターズによって生産され、シボレーブランドで販売されるフルサイズバンである。同社によってかつて生産されたシボレー・アストロより大型である。

## 概要
シボレー・バンの後継車として登場し、アメリカ合衆国では主に商用車として使用される。他の似た車種同様、仕事の足の他、大家族のファミリーカー、キャンピングカー、要人用のリムジンなどとしても使用される。

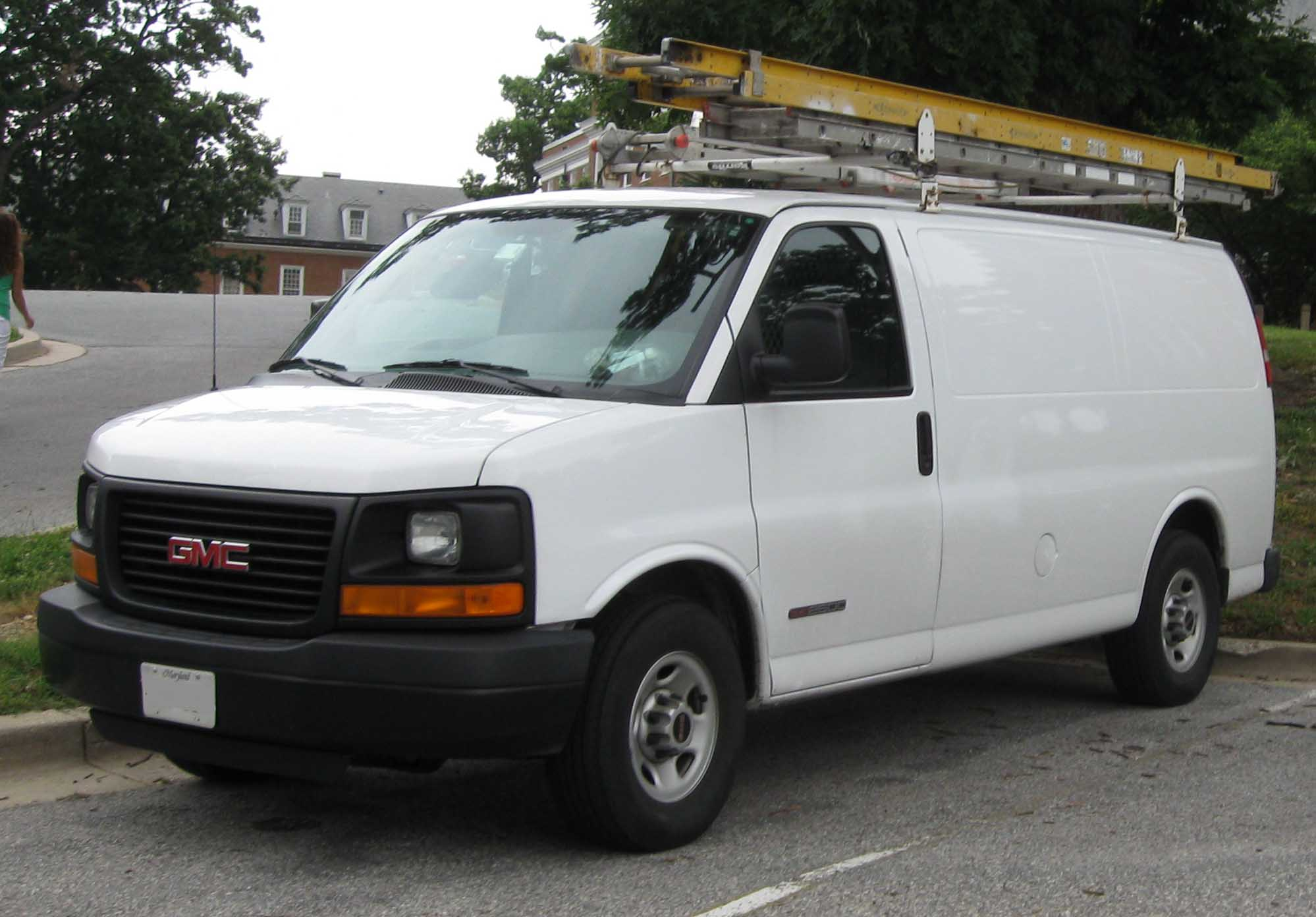
2003年 - 2008年型GMC・サバンナ2500

商用のエクスプレス・カーゴと、乗用のエクスプレス・パッセンジャーが設定される。エクスプレス・カーゴは車両総重量により2500と3500の2種類、乗用は12人乗り（2-3-3-4）と15人乗り（2-3-3-3-4）が用意される。
ホイールベースはレギュラーとエクステンデッドの2種類、エンジンは4.3L V型6気筒、6.0L V型8気筒ヴォーテック、6.0L V型8気筒ガシアスCNG/LPGケイパブル、2.8L 4シリンダー デュラマックス® ターボディーゼルの4種類が設定される。
兄弟車にGMC・サバンナ（SAVANA）がある。

## 初代（1995年 - 2002年）
1996年型は、シボレー・バンの後継車として登場した。1971年以来となる新デザインを採用し、パッセンジャーとカーゴが設定された（カーゴは当初シボレー・バンとして販売された）。GMCではGMC・バンデューラ/ラリーの後継車としてサバンナが登場した。
大きな変更としては、フロントアクスルが254 mm前方に取り付けられ、前輪が助手席から移設された。レッグルームと助手席のスペースも拡大された。エンジンは先代と同じサイズであるが、エンジンカバーのサイズは小型となった。GVWR3.8トン（1500および2500）未満の全車型にデュアルエアバッグが標準装備され、1997年には全車型が標準装備された。
カーゴのベースグレードは両側にハロゲンシールドビームが装備された。LSグレードの場合は複合ヘッドランプが装備された。
1999年にはマイナーチェンジが加えられた。また、シボレー・バンが廃止され、カーゴはエクスプレス・カーゴに改名された。

## 2代目（2003年 - ）
2003年にエクスプレス/サバンナはモデルチェンジされた。実際のところビッグマイナーチェンジモデルであるが、本稿では2代目として表記する。
フレームとシャシーの更新に加え、フロントガラス前のボディワークが改良された。ボンネットの位置が先代より向上した。フロントグリルは1999年に発売されたフルサイズピックアップトラックと似たデザインに変更された。ダッシュボードも再設計された。デュアルステージエアバッグの追加に伴い、内部にマルチプレックス配線が追加された。
エクスプレス/サバンナは、助手席側に60/40スプリットパネルドア設定した。2014年型までは運転席側にも同じ60/40スプリットパネルドアがオプション設定された。このオプションは、標準長でかつ両側ドアを装備したモデルのみの設定であった。
2006年には2500が廃止された。2008年にはエクスプレス・パッセンジャーはサイドカーテンエアバッグと車両安定性制御を標準装備した（2005年からエクスプレス・カーゴ3500にも装備）。ステアリング・ホイール、シート、クラスターゲージも再設計された。2011年にはダッシュボードが更新された（BluetoothとUSBポートを含む）。2013年にはエクスプレス・パッセンジャーのハイグレードにカーナビゲーション、バックカメラ、パーキングアシストが装備された。
2015年には、カーラジオがデジタル化され、120ボルトのコンセントがダッシュボードに追加された。2018年にはエクスプレス・パッセンジャーのハイグレードが複合ヘッドランプを採用し、全車型からシールビームヘッドライトを廃止した。死角監視システムがオプション設定された。2019年型エクスプレス・パッセンジャーのハイグレードは、車線逸脱防止支援システムと衝突警報機能を装備した。
全輪駆動のオプションは、エクスプレス・カーゴ1500と2500で2003年型から2014年型まで設定された。エクスプレス・カーゴの全輪駆動は、ホイールベースは3429 mm、エンジンはGM製5.3L V型8気筒のみの設定である。
2022年にはエクスプレスは生産開始から26年目となり、生産開始から25年目のシボレー・バンの記録を更新した。また、CDプレーヤーのオプションが廃止された。

## 日本での販売
日本に輸入される車両はミドルクラス以上のグレードとなり、エンジンは5.3L V型8気筒ヴォーテックが標準で、一部の輸入キャンパー（ロードトレック170 - 210など）では6.0L V型8気筒ヴォーテックが選択可能。
2004年頃からコンバージョンモデルのスタークラフト・Gバンと同様、三井物産オートモーティブが正規輸入していたが、2011年末をもって販売・修理・アフターサービスの全てをGMジャパンに移管し、販売を終了した。
2008年頃から防弾ガラス仕様の警護車両として、特殊急襲部隊（SAT）などが使用していた。

## その他
駆動方式はFR/4WDが用意される。
アメリカ合衆国ではベースグレードの4.3L V型6気筒ヴォーテック、4.8L V型8気筒ヴォーテックなども選択可能。
ベースシャシーはシボレー・C1500（GMT800ベースのGMT820/830）となる。ヘビーデューティーシャシーのシボレー・C2500、シボレー・C3500がベースであれば、アメリカ合衆国ではいすゞ製6.6L V型8気筒デュラマックスターボディーゼルやビッグブロックの8.1L V型8気筒ヴォーテックなどが選択可能であった。また、その場合は強化型のトルクコンバーターを備えるATのアリソン1000（5速AT）と組み合わせられる。シボレー・C1500シャシーはその他、シボレー・シルバラードなどにも採用されており、C3500シャシーはコディアックが存在する。
オプションで防弾ガラスを装備する事も可能である。